# Hartmut Golze
Hartmut Golze (* 23. Februar 1947 in Herford) ist ein deutscher Jurist. Er war von 1997 bis 2012 Richter am Bundesverwaltungsgericht, seit Ende Oktober 2006 Vorsitzender Richter.

## Leben und Wirken
Golze studierte Rechtswissenschaft an der Freien Universität Berlin und der Universität Tübingen. Nach Abschluss seiner juristischen Ausbildung trat er 1975 in den Justizdienst des Landes Berlin ein und war dem Verwaltungsgericht Berlin zugewiesen. 1981 war er für sechs Monate an das Oberverwaltungsgericht Berlin abgeordnet. Von 1983 bis 1987 war er im Justizprüfungsamt Berlin tätig. Während dieser Zeit wurde er 1984 zum Richter am Oberverwaltungsgericht ernannt. Von 1994 bis 1997 war Golze an die Senatsverwaltung für Justiz in Berlin abgeordnet.
Im Mai 1997 erfolgte Golzes Ernennung zum Richter am Bundesverwaltungsgericht. Dort gehörte er zunächst dem zum damaligen Zeitpunkt u. a. für das Wohnungsrecht, das Wehrpflichtrecht, das Ausbau- und Erschließungsbeitragsrecht sowie das sonstige Abgabenrecht, das Kommunalrecht und das Recht zur Regelung offener Vermögensfragen zuständigen 8. Revisionssenat an. Am 31. Oktober 2006, mit der Ernennung zum Vorsitzenden Richter, übernahm er den Vorsitz des für Verfahren nach der Wehrbeschwerdeordnung zuständigen 1. Wehrdienstsenats sowie des für Verfahren nach der Wehrdisziplinarordnung zuständigen 2. Wehrdienstsenats. Golze trat am 31. März 2012 in den Ruhestand.
Golze war neben seiner beruflichen Tätigkeit ehrenamtlich als Vorsitzender des Verwaltungsgerichts der Evangelischen Kirche Berlin-Brandenburg-Schlesische Oberlausitz engagiert.